# Église Saint-Joseph de Sarajevo
Pour les articles homonymes, voir Église Saint-Joseph.
L'église Saint-Joseph est située en Bosnie-Herzégovine, sur le territoire de la Ville de Sarejevo. Elle a été construite vers 1940 et est inscrite sur la liste des monuments nationaux de Bosnie-Herzégovine.